# Gargara takahashii
Gargara takahashii är en insektsart som beskrevs av Kato 1940. Gargara takahashii ingår i släktet Gargara och familjen hornstritar. Inga underarter finns listade i Catalogue of Life.